# Dipika Pallikal Karthik
Dipika Pallikal Karthik (antes Pallikal; nasceu em 21 de setembro de 1991) é uma jogadora indiana profissional de squash. Ela é a primeira indiana a ficar entre as 10 melhores no ranking mundial de squash feminino da PSA.
Dipika Pallikal veio receber notoriedade em 2011, quando ela ganhou três títulos na turnê WISPA. Ela entrou para o ranking das 10 melhores em dezembro de 2012.

## Vida pregressa
Dipika Pallikal nasceu em Kottayam dentro de uma família malaia cristã. Ela é filha de Sanjiv e Susan Pallikal. Sua mãe jogou cricket internacionalmente para o time feminino indiano.

## Carreira profissional
Dipika se tornou profissional em 2006, mas sua carreira foi cheia de altos e baixos inicialmente. Ela começou a ser mais consistente e engajou uma série de vitórias, depois de seu breve treinamento em passagem pelo Egito no início de 2011.
Ela conquistou seu primeiro título WISPA, de três, durante setembro de 2011, ao vencer o Orange County Open em Irvine, Califórnia. Ela conseguiu sua segunda vitória nos Estados Unidos em mais uma turnê, no evento WISPA. O terceiro veio em Hong Kong no Desafio da Copa do Crocodilo em dezembro de 2011, e que a colocou no ranking das 17 melhores do mundo. Entretanto, foi sua performance no mundial aberto que a colocou no centro das atenções. Com esse resultado de vitórias ela alcançou a 14ª posição no ranking em fevereiro de 2012, superando o melhor ranking mundial alcançado por um indiano anteriormente - 27°, pelo ex-campeão nacional, Misha Grewal, em 1995.
Em janeiro de 2012, ela se tornou a primeira indiana a chegar no topo da classe de um evento de prata, quando chegou à final do encontro do Torneio dos Campeões de squash, em Nova Iorque. E em agosto do mesmo ano, ela foi ainda mais além, quando alcançou as semifinais de um evento de ouro, o aberto da Austrália de 2012, essa foi a primeira vez para um indiano.
Dipika Pallikal foi parte integral do time indiano de squash, que terminou em 5° no Campeonato Mundial de Squash Feminino de 2012. A Índia ficou em 10ª colocada no evento, derrotando a Holanda e Irlanda - melhores do ranking - no processo. Ela derrotou jogadores como Madeline Perry em um torneio. Joshna Chinappa foi outro jogador chave indiano a enfrentá-la. Em fevereiro de 2013, ela conquistou o sexto título WSA de sua carreira, ao superar Joey Chan, de Hong Kong, com o placar de 11 x 9, 11 x 7, 11 x 4 na final do Meadowood Pharmacy Open, que aconteceu no Canadá na cidade de Winnipeg.
Em dezembro de 2012, ela entrou para o ranking das dez melhores alcançando a melhor posição de sua carreira. Ela tornou-se a primeira jogadora de squash feminina a ser conferida com o Prêmio Arjuna, segunda maior premiação esportiva da Índia, no ano de 2012. Em fevereiro de 2014, ela estava de volta a 10ª colocação no ranking da Associação Feminina de Squash (WSA), apesar de ter enfrentado um início de ano difícil. Nos jogos da Commonwealth de 2014, ela junto com Joshna Chinappa ganharam a medalha de ouro nas dublas femininas de squash, fazendo com que a Índia receba a primeira medalha dos jogos da Commonwealth neste esporte. Pallikal recebeu o seu 10° título da turnê em janeiro de 2015, depois de uma vitória triunfante no Winter Club Open.
Nos Jogos Sul-Asiáticos, em fevereiro de 2016, ela fez parte do time feminino indiano vencedor da medalha de ouro. Ela foi, então, derrotada na primeira rodada do Campeonato Mundial Feminino, em abril de 2016. Em maio, ela fez parte da vitória da medalha de prata do time feminino indiano no campeonato asiático de equipes, em Taipei.
Pallikal Karthik competiu com o seu nome de solteira (Pallikal) até 2016, adicionando o seu nome de casada entre 2016 e 2017 no início da temporada PSA, agosto de 2016. Seguida de seu segundo título nacional indiano (veja abaixo), ela continuou sua boa série de vitórias no aberto da Austrália, seu 11º título PSA em agosto de 2016.

## Boicote ao Campeonato Nacional e o retorno triunfante
Pallikal Karthik recusou-se de participar do Campeonato Nacional de squash entre 2012 e 2015, por conta da desigualdade dos prêmios em dinheiro, onde as mulheres que venciam o campeonato recebiam apenas 40% do valor em dinheiro em comparação a vitória de um homem no campeonato. O prêmio igual em dinheiro foi, finalmente, aceito no campeonato de 2016, quando Deepika Pallikal Karthik derrotou Joshna Chinappa por 4 x 11, 11 x 6, 11 x 2 e 11 x 8, conquistando o título pela segundo vez.

## Estatísticas da carreira

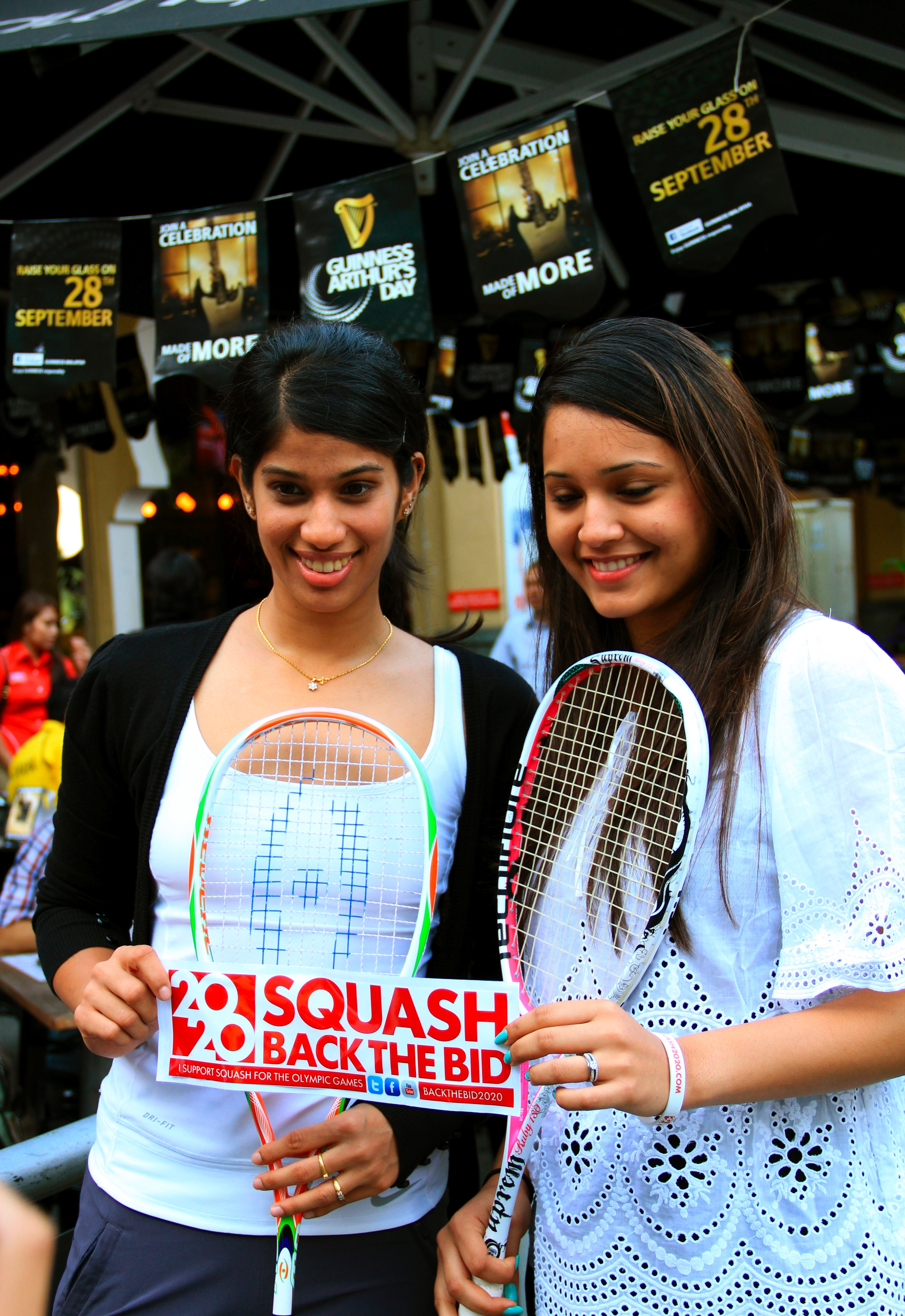
Joshna Chinappa com Pallikal Karthik, 2012

A seguir são as principais conquistas da carreira de Dipika na turnê WSA.
| Evento                    | Ano  | Resultado        |
| ------------------------- | ---- | ---------------- |
| Winnipeg Winter Club Open | 2015 | Venceu           |
| Macau Squash Open         | 2013 | Venceu           |
| Meadowood Pharmacy Open   | 2013 | Venceu           |
| Australian Open           | 2012 | Semifinais       |
| Tournament of Champions   | 2012 | 2° lugar         |
| Crocodile Challenge Cup   | 2011 | Venceu           |
| World Open                | 2011 | Quartas de final |
| Dread Sports Series       | 2011 | Venceu           |
| Orange County Open        | 2011 | Venceu           |

## Prêmios

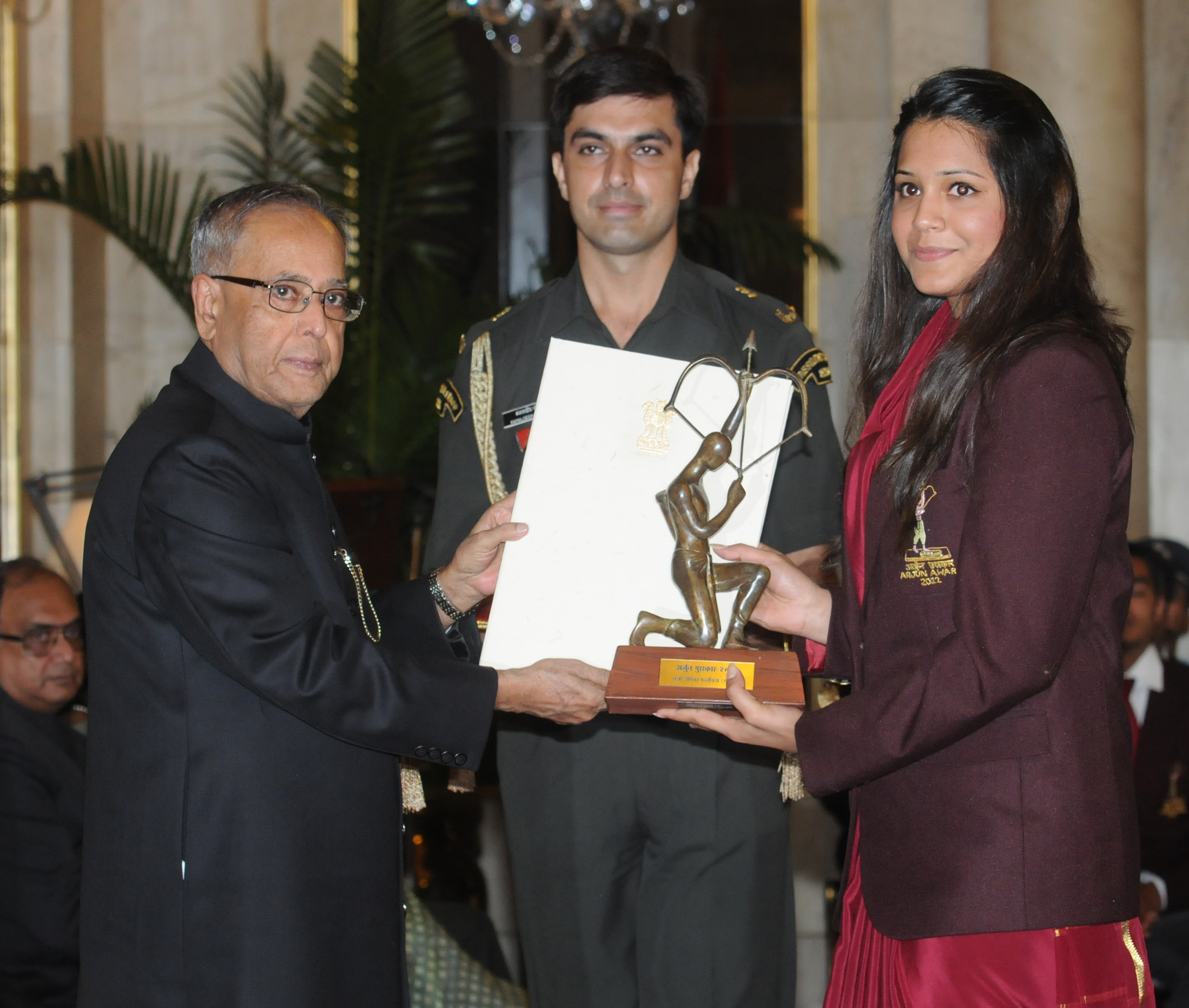
Pallikal Karthik recebendo o Prêmio Arjuna em 2012

| Prêmio        | Ano  |
| ------------- | ---- |
| Prêmio Arjuna | 2012 |
| Padma Shri    | 2014 |

## Vida pessoal
Pallikal Karthik estudou na faculdade Ethiraj para mulheres, especializando-se em inglês no 3° ano (2012-2013). Em 15 de novembro de 2013, ela ficou noiva do indiano, jogador de críquete, Dinesh Karthik. Com quem ela se casou, onde ambos se casaram em uma união tradicional cristã e hindu no dia 18 e 20 de agosto de 2015, respectivamente. O casal se tornou pai de gêmeos, Kabir e Zian, em 18 de outubro de 2021.